# 명조체 (비트맵 글꼴)
비트맵 명조체는 세리프형의 비트맵 글꼴 중 하나로, 이름 그대로 명조체를 기반으로 한 비트맵 글꼴이다. 한글을 사용하는 도스 기반의 수많은 응용 소프트웨어에서 사용되었다. 이 글꼴이 사용된 대표적인 소프트웨어로 한/글이 있다.

## 명조체가 사용된 소프트웨어들
- 한/글

## 비슷한 글꼴
- 도스 기반의 이야기에서 많이 사용되어 ‘이야기체’라는 별칭을 얻은 굵은체가 비트맵 명조체와 약간 비슷하다.